# Glover Morrill Allen
Glover Morrill Allen (Walpole, New Hampshire, 1879. február 8. – Cambridge, Massachusetts, 1942. február 14.) amerikai zoológus. Zoológiai szakmunkákban nevének rövidítése: „G. M. Allen”., néha G. Allen, vagy csak Allen.

## Élete és munkássága
Allen a New Hampshire állambeli Walpole nevű kisvárosban született. Nathaniel Glover Allen lelkipásztor, és Harriet Ann (Schouler) Allen fia volt. A Harvard Egyetemen tanult. Miután elvégezte tanulmányait, ugyanennél az egyetemnél zoológiát tanított és az egyetemhez tartozó Museum of Comparative Zoology-n belül az emlősök részlegének a kurátora lett.
Sokfelé utazott, többek között: Közép- és Dél-Amerikába, Nyugat-Afrikába, a Nílus mentén, a Belga Kongóba és Ausztráliába.
1915-ben megválasztották az Amerikai Művészeti és Tudományos Akadémia tagjának.

## Főbb írásai
- Bats: Biology, Behavior and Folklore
- Checklist of African Mammals
- Mammals of China and Mongolia

## Glover Morrill Allen által alkotott és/vagy megnevezett taxonok
Az alábbi linkben megnézhető Glover Morrill Allen taxonjainak egy része.

## Fordítás
- Ez a szócikk részben vagy egészben  a   Glover Morrill Allen című angol Wikipédia-szócikk ezen változatának fordításán alapul.  Az eredeti cikk szerkesztőit annak laptörténete sorolja fel. Ez a jelzés csupán a megfogalmazás eredetét és a szerzői jogokat jelzi, nem szolgál a cikkben szereplő információk forrásmegjelöléseként.